# Beris crassitarsis
Beris crassitarsis är en tvåvingeart som beskrevs av Akira Nagatomi och Tanaka 1972. Beris crassitarsis ingår i släktet Beris och familjen vapenflugor. Inga underarter finns listade i Catalogue of Life.